# Aplonis opaca
El estornino de Micronesia (Aplonis opaca) es una especie de ave paseriforme de la familia de los estorninos (Sturnidae) que puebla diversas islas de Micronesia.

## Subespecies
Tiene descritas siete subespecies:
- A. o. opaca - (Kittlitz, 1833) - Kosrai (Islas Carolinas).
- A. o. angus o A. o. anga - Momiyama, 1922 - Chuuk, Ulithi, Fais, Wolea e Ifalik (Islas Carolinas).
- A. o. kurodae o A. o. kurodai - Momiyama, 1920 - Yap (Islas Carolinas).
- A. o. ponapensis - Nobusuke Taka-Tsukasa & Yamashina 1931 - Pohnpei (Islas Carolinas).
- A. o. aeneus o A. o. aenea - Taka-Tsukasa & Yamashina, 1931 - Islas Marianas.
- A. o. guami - Momiyama 1922 - Islas Marianas (Guam, Rota, Tinian y Saipán)
- A. o. orii - Taka-Tsukasa & Yamashina 1931 - Islas Palaos.